# 四川九寨黄龍空港
四川九寨黄龍空港（しせんきゅうさいこうりゅうくうこう）は中華人民共和国四川省アバ・チベット族チャン族自治州松潘県川主寺鎮に位置する空港。一般には「九寨黄龍空港」「九黄空港」と略される。九寨溝と黄龍への玄関口である。

## 歴史
- 1998年8月6日 - 四川九寨黄龍空港有限責任公司が設立される。
- 2002年6月7日 - 工事開始。
- 2003年9月28日 - 開港。開港第一便は四川航空の成都双流国際空港便。開港以前の九寨溝は、最寄の大都市である成都から長距離バスで10-12時間を要する秘境であったが、空港の完成により中国各地からのアクセスが劇的に改善された。
- 2006年5月8日 - 滑走路の修復工事開始（同年7月の完了まで約2ヶ月間の全便運航停止）。
- 2008年5月12日 - 四川大地震が発生。陸路が甚大な被害を受け、幹線道路（成都-都江堰-汶川-松潘-九塞溝）をバスが通れるようになるまで1年以上を要したのに対し、空港は大きな被害もなく引き続き運行が行われた。

## 概要
成都双流国際空港から240km離れている。2009年現在、成都をはじめとして重慶、北京、上海、杭州からの便がある。年間利用者数は155万9117人（2007年）。

### 高額な運賃
成都双流国際空港からの飛行時間はわずか40分であるが、正規料金は1,080元、夏季のシーズン中は割引料金でも980元前後（いずれも2009年現在）と世界的に見ても高額な運賃設定である。それでも冬季以外は全便がほぼ満席状態であり、航空会社にとっては経費の3-4倍の収入があるドル箱路線となっている。ただし、シーズンオフは半額以下の割引運賃も存在する。

### 天候と運航スケジュール

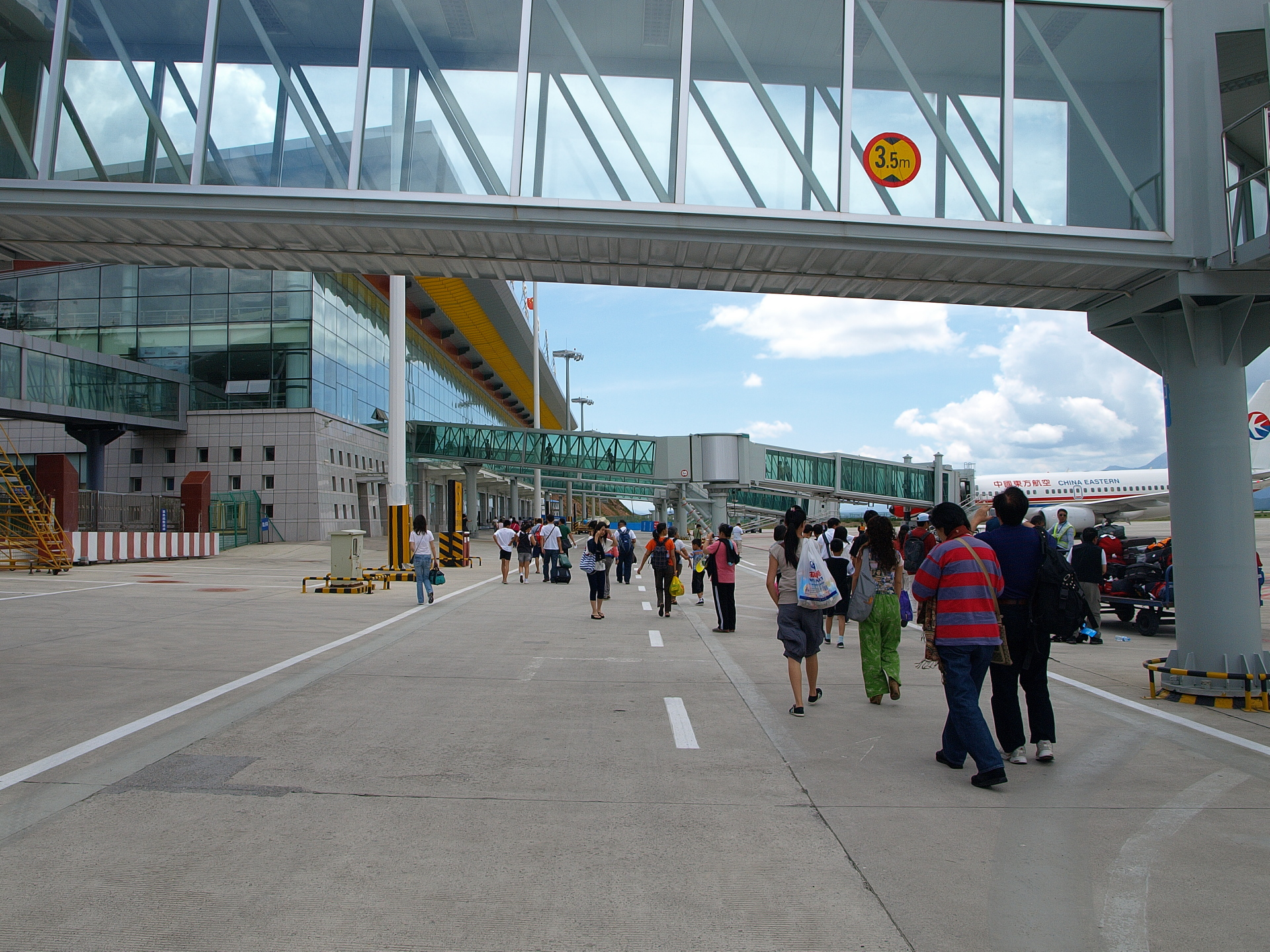
駐機場

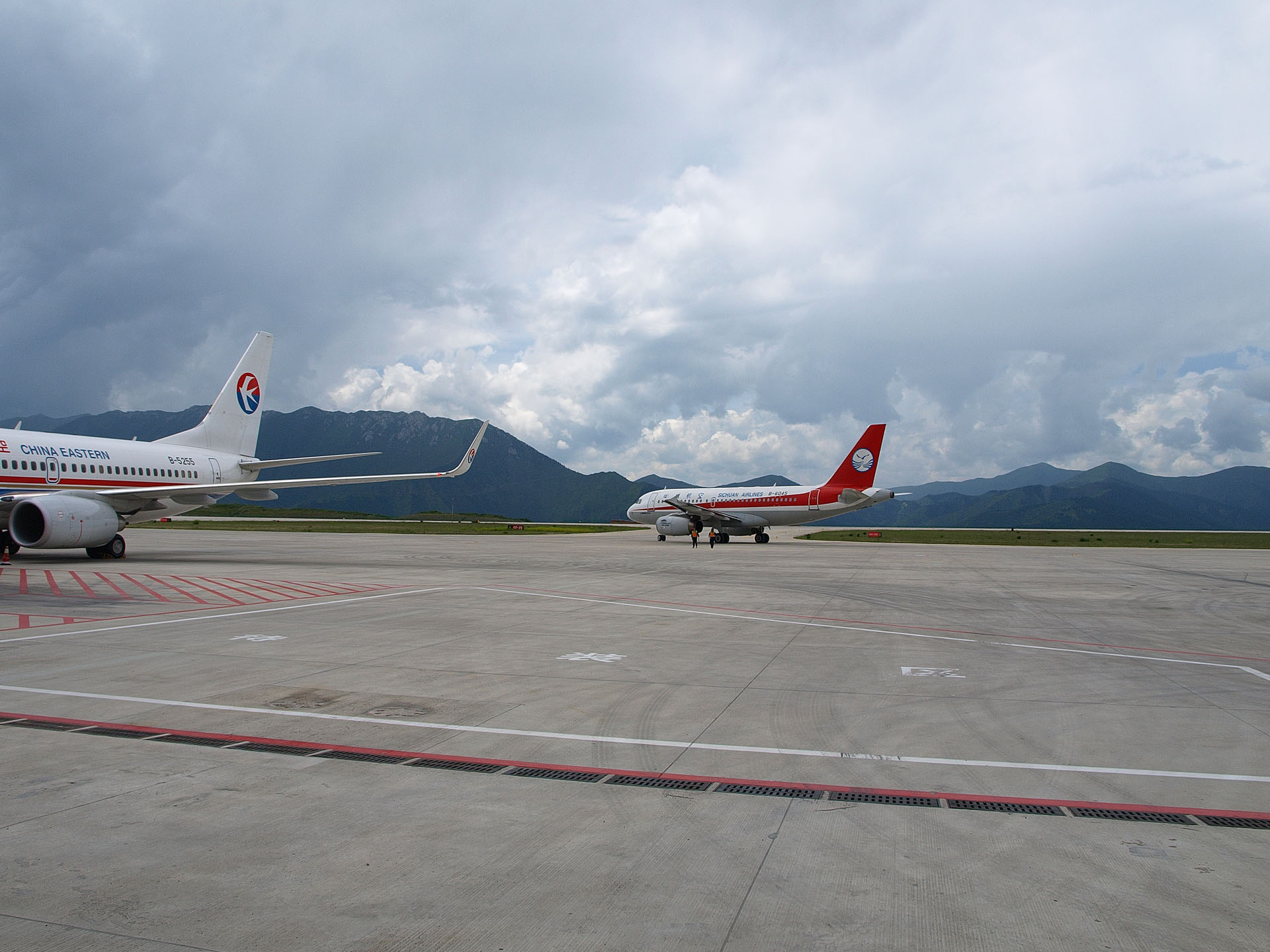
誘導路と滑走路

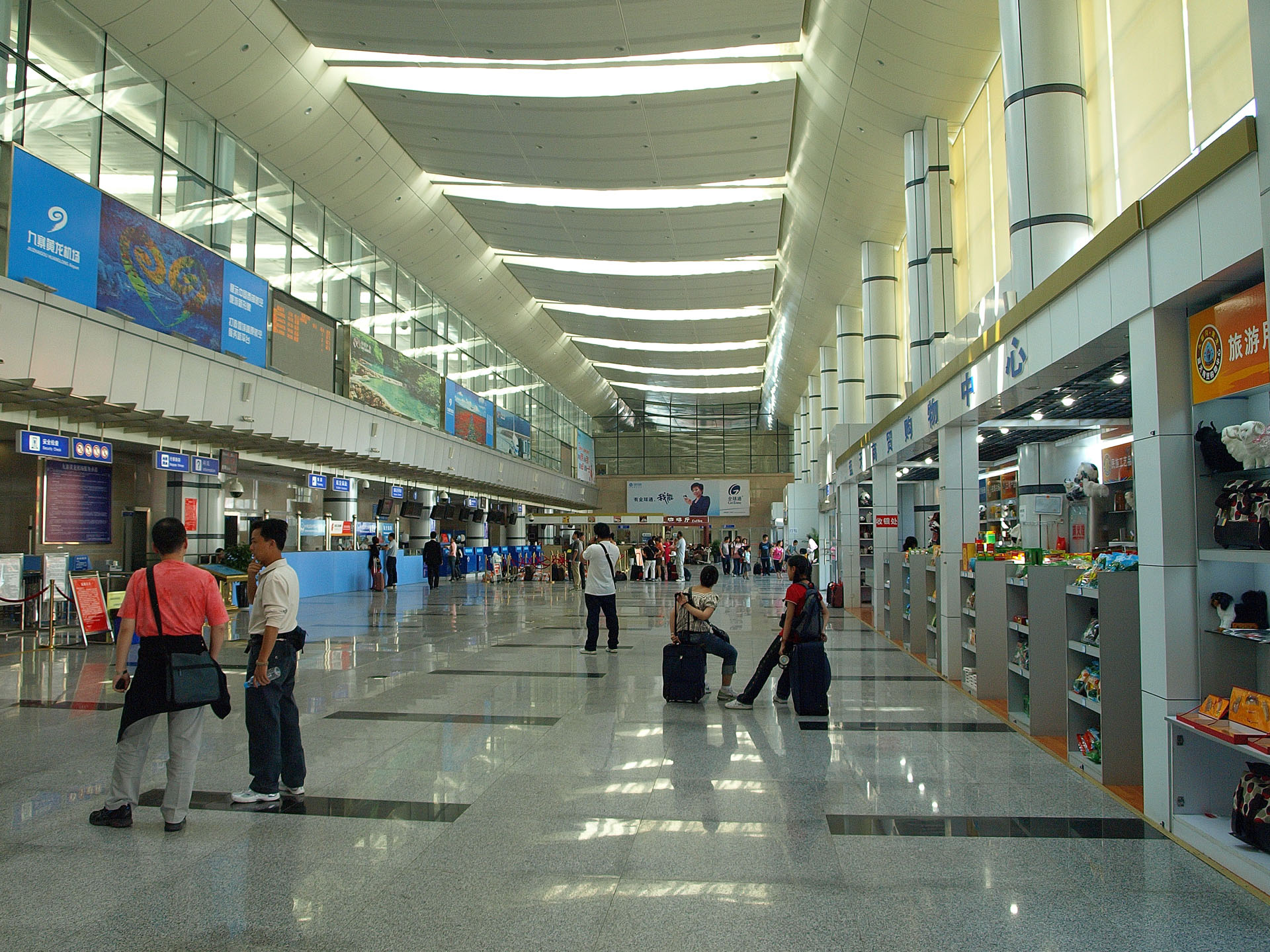
チェックインカウンター

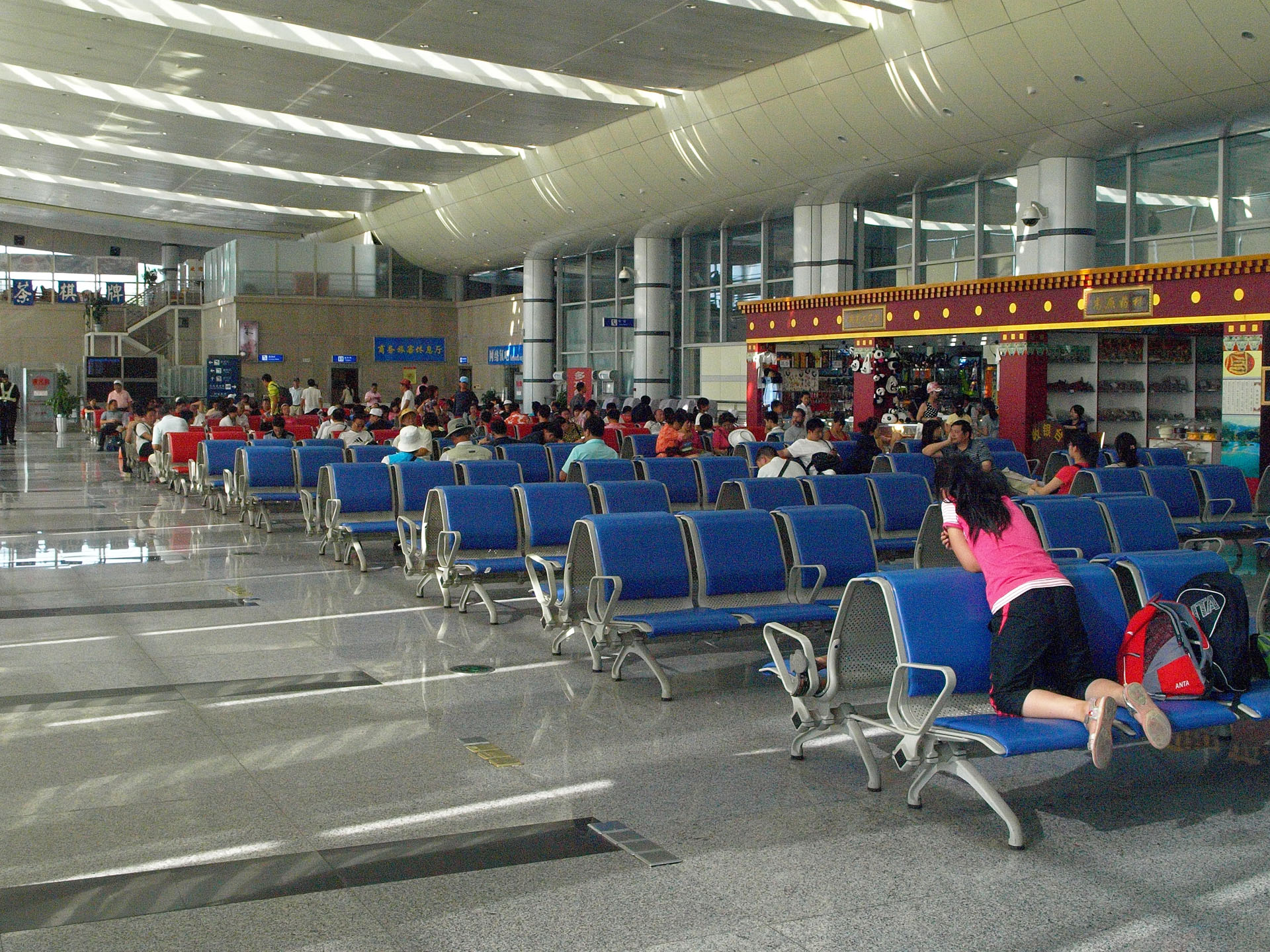
出発ロビー

地理的に気象条件が悪く、霧による視界不良や気流の不安定による運航スケジュールの乱れが頻発している。

### 滑走路の標高
空港の所在地は海抜3447.65mである。これは中華人民共和国では稲城亜丁空港（4411m、四川省・世界第1位）、チャムド・バンダ空港（4334m、チベット自治区・世界第2位）、ダルツェムド空港（4280m、四川省・世界第3位）、ガリ空港（4274m、チベット自治区）、ラサ・クンガ空港（3570m、チベット自治区）に次いで6番目に高い。このため空気が薄く、離陸に必要な揚力が得にくいため、空港の規模に不釣合いな3,200mの長大な滑走路が設けられている。

## 施設
総面積4388平方メートルの2階建てのターミナルビルを持つ。自然光を取り入れた明るく広々とした造りで、レストラン、売店、各種チケットカウンター、ATM（クレジットカード使用可）などの設備がある。外観はチベットの伝統的な建築の意匠が取り入れられている。トイレはTOTO製。標高が高いため、出発エリアの待合室には有料の酸素吸入装置が設置されている。

## 空港からのアクセス
- 九寨溝(88km) - 世界遺産に指定されている景勝区。所要1.5-2.5時間。
- 黄龍(52km) - 世界遺産に指定されている景勝区。所要1.5-2時間。
- 牟尼溝（むにこう）(約60km) - 松潘の西30kmに位置する景勝区。凍結しないので冬季も観光が可能。所要1.5時間。
- 川主寺(12km) - 空港から最も近い市街地。九寨溝と黄龍の間に位置している。所要10分。
- 松潘(28km) - 城壁（松潘古城）と古い街並みが残っている。所要30分。

### タクシー
駐車場にタクシーが待機している。空港発の料金は行き先によって定められている。夏季は午後8時30分まで、冬季は午後6時30分までの運行。（運賃は2009年現在）
- 空港-九寨 - 200元（夜間260元）
- 空港-黄龍 - 180元（夜間200元）
- 空港-牟尼溝 - 180元（夜間200元）
- 空港-川主寺 - 40元（夜間50元）
- 空港-松潘 - 70元（夜間90元）
- 空港-黄龍-九寨-空港 - 700元（夜間同じ）
- 空港-黄龍-牟尼溝-九寨-空港 - 1000元（夜間同じ）

### エアポートバス
ワンボックスカーで運行され、乗客が4-5人揃えば発車する。C票は正午までの出発に限られるので注意が必要である。（運賃は2009年現在）
- A票（空港-九寨溝） - 45元
- B票（空港-九寨天堂） - 45元
- C票（空港-黄龍-九寨溝） - 100元
- D票（空港-九寨-空港） - 100元

## 就航都市
いずれも2013年7月現在の就航都市である 。
| 航空会社     | 目的地                                       |
| ------------ | -------------------------------------------- |
| 中国国際航空 | 北京/首都、成都、 重慶/江北、広州、上海/浦東 |
| 中国東方航空 | 成都、上海/浦東、西安                        |
| 中国南方航空 | 重慶/江北、広州                              |
| 四川航空     | 北京/首都、成都、重慶/江北、西安             |